# Borås Miniatyrånglokssällskap

Borås Miniatyrånglokssällskap (BMÅS) är en sammanslutning för "personer intresserade" av ånglok, andra typer av lok eller järnvägsfordon i mindre skala. Sällskapet bildades 1980 och driver Sandlid–Rustansbergs–Järnväg, invigd 1986. Järnvägen är den största i sitt slag i Sverige.

## Historik
Syftet med sällskapet är att fullfölja, förvalta och utveckla Rustan Langes idé om en bana med 7¼" spårvidd, det vill säga: "att på en föreningsägd bana genomföra riktig tågtrafik med enskilda medlemmars privatägda lok."
Sällskapet bildades 22 november 1980 i Borås, med Börje Hedberg som sammankallande. Inalles samlades elva intresserade personer för att lägga grunden till BMÅS.
Sandlid–Rustansbergs järnväg är sällskapets egen bana. Platsen ligger mellan nya R40 (riksväg 40) och gamla 40 i riktning mot Göteborg och i närheten av SP Sveriges Tekniska Forskningsinstitut.

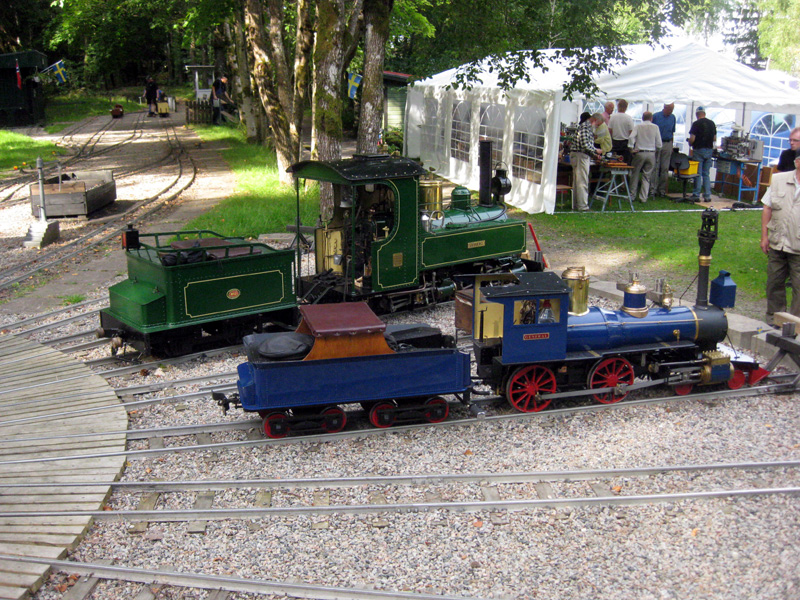
Ånglok vid vändskivan.

Bygget av banan började 1981 på området Sandlid i Borås. Banan var färdig för trafik 1986, då den dubbelspåriga bron vid Sandlid monterades. Det var då möjligt att nyttja hela sträckan, alltså över 1 km.

## Sandlid–Rustansbergs järnväg

### Allmän beskrivning
Banan är en av flera banor i Sverige och allmänheten får besöka de trafikdagar som möjligen kan anordnas. BMÅS föreningsbana är byggd i skala 1:8, med en spårvidd av 184 mm = 7¼" (engelsk tum = inch). Ångloken på banan är i de flesta fall skalenliga modeller av verkliga lok och byggda på liknande sätt som sina fullskaliga förebilder. Ångloksmodellerna eldas med stenkol och i allt annat sköts de likadant som sina större förebilder. 
Loken kan enkelt dra ett persontåg med över 20 vuxna resande.
Det förekommer även modellånglok som eldas med dieselolja, propan eller butan. Dessutom finns det motorlok med mindre förbränningsmotorer samt elektriskt drivna lok med ackumulatorer.
Fordonens skala varierar beroende på om förebilden var konstruerad för smalspår eller normalspår. Huvudsaken är att modellens skala är anpassad till avsedd spårvidd.
Med fordon i spårvidden 7¼" kan lokföraren enkelt sitta på loket, på en tender eller en åkvagn, för att köra och resenärerna kan färdas säkert, sittande i vagnarna.
Både fordon och bana går att konstruera på ett för en järnväg riktigt sätt, och anläggningar för järnvägssignaler kan använda den spårledningsteknik som brukas på normalspåriga järnvägar.

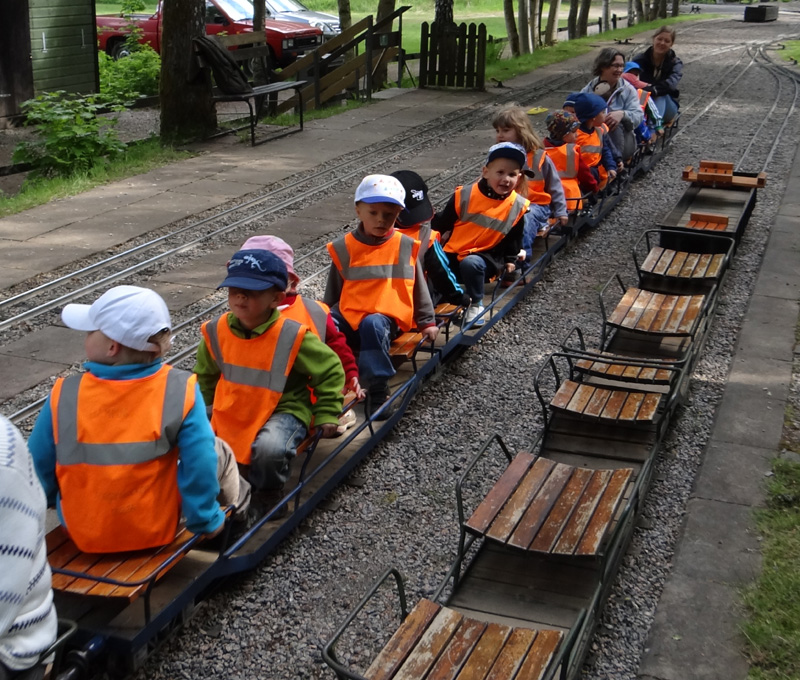
Personvagnar hos BMÅS.

En del av de saker som än i dag används av BMÅS har varit i bruk ända sedan 1956. De ingick i den live steam-järnväg som Rustan Lange byggde på Majblommans barnkoloni på Galtarö i Bohuslän samt även visade på utställningen "TÅG 62" i Göteborg.

### Trafik
En vanlig trafikdag trafikeras banan med två persontåg. Oftast används två stycken motorlok eller möjligen ett ånglokomotiv växelvis, i mån av tillgång.
Alla persontåg utgår från Sandlid Central. Efter ett fullbordat varv på banan, med uppehåll på Rustansbergs station för tågmöte och biljettkontroll, kommer tåget in på slutstationen för resan – Sandlid C. Loket står då i fel körriktning inför nästa resa och måste därför gå in på lokstationen för att vändas på vändskivan. Under uppehållet på lokstationen finns tid för ånglokens vattentagning, lastning av kol, smörjning och lättare underhåll.
Loket är därefter redo att backa ut och koppla till nästa tåg som kommit in till Sandlid C. Under denna tid stiger de resande av det inkomna tåget och nya tar plats i vagnarna. Vid bruk av tre draglok kan ett nyligen inkommet persontåg på Sandlid C snabbt få ett nytt lok tillkopplat för att ge sig ut på nästa resa.
På både Sandlid och Rustansberg finns stationsinspektorer som dirigerar signaler, växelomläggningar och tågrörelser. För detta och diverse andra sysslor, behövs ett antal stationskarlar.